# Quận Greene, Arkansas
Quận Greene là một quận thuộc tiểu bang Arkansas, Hoa Kỳ.
Quận này được đặt tên theo. Theo điều tra dân số của Cục điều tra dân số Hoa Kỳ năm 2000, quận có dân số 37.331 người. Quận lỵ đóng ở Paragould,6 nằm trên đỉnh Crowley's Ridge

## Địa lý
Theo Cục điều tra dân số Hoa Kỳ, quận có diện tích 1501 km2, trong đó có 6 km2 là diện tích mặt nước.